# Нанолек
«Нанолек» — российская биофармацевтическая компания, основанная в 2011 году. Один из лидеров в области производства педиатрических вакцин в РФ. В 2023 году компания вошла в ТОП-3 крупнейших поставщиков вакцин для Национального календаря профилактических прививок. Ежегодно более 3 млн детей по всей стране прививают вакцинами «Нанолек». Помимо вакцин, в портфеле «Нанолек» есть специализированные препараты для лечения онкологических, орфанных (редких) и других заболеваний. Среднесписочная численность сотрудников на 2024 года составляет 800 человек.

## История
Компания «Нанолек» учреждена 28 апреля 2011 года.
В июле 2012 года началось строительство завода «Нанолек» в посёлке городского типа Лёвинцы Оричевского района Кировской области.
В октябре 2013 года было возведено 9 корпусов завода.
В 2013 году одним из акционеров ООО «Нанолек» стал бывший генеральный директор нефтесервисной компании «Римера» Владимир Христенко (сын В. Б. Христено и пасынок Т. А. Голиковой).
В 2014 году была запущена первая очередь фармацевтического предприятия «Нанолек» по производству твёрдых лекарственных форм (таблетки, капсулы).
В июне 2015 года Владимир Христенко назначен на пост президента компании.
В ноябре 2016 года компания запустила биотехнологическое производство вакцин и биопрепаратов в шприцах и флаконах.
В апреле 2017 года компания усилила две дополнительные линии по производству твёрдых лекарственных форм.
В июле 2019 года «Нанолек» и ФГБНУ «ФНЦИРИП им. М. П. Чумакова РАН» создали совместное предприятие (СП) «Инвак». Малое предприятие будет заниматься  производством вакцин под национальный календарь профилактических прививок.
В августе 2019 года акционер «Роснано» вышел из капитала «Нанолек», продав свою долю в 33,33 % за 2,35 млрд руб. текущим акционерам компании. По словам Владимира Христенко, выход из «Роснано» обусловлен тем, что «Нанолек» доказал свою перспективность, доведя производство до заданных мощностей, тем самым достиг стадии жизненного цикла инвестиционного проекта.
По итогам 2019 года выручка предприятия увеличилась на 60 % и достигла 7,5 млрд руб. по сравнению с показателем за 2018 год. Объём инвестиций компании составил более 500 млн руб. Показатели прибыли не раскрывались. Компания перечислила в бюджет Кировской области 100 млн руб. налоговых взносов.
В 2020 году площадка «Нанолек» в Кировской области вошла в федеральный перечень системообразующих производств.

## Деятельность
Компания «Нанолек» специализируется на производстве импортозамещающих инновационных лекарственных препаратов собственной разработки и препаратов, созданных с привлечением международных партнёров. Действие разрабатываемых лекарственных препаратов направлено на профилактику и терапию социально-значимых заболеваний.

### 2012 год
«Нанолек» совместно с голландской компанией Bilthoven Biologicals приступила к осуществлению проекта по разработке первой отечественной инактивированной вакцины против полиомиелита в России. В 2015 году завершились 2 этапа клинических исследований данного препарата, которые показали безопасность и высокую иммунологическую эффективность вакцины.

### 2013 год
«Нанолек» совместно с компанией «Биоком» подписали государственные контракты с Министерством промышленности и торговли Российской Федерации на разработку 4 жизненно необходимых лекарств, не производимых отечественными производителями и не защищённых патентами иностранных компаний на территории РФ: противоопухолевых препаратов Ломустина и Прокарбазина, средства для лечения лейкоза Третиноина, а также противомалярийного Гидроксихлорохина.

### 2015 год
В марте «Нанолек» подписывает соглашение с биотехнологической компанией Green Cross (Республика Корея) о стратегическом партнёрстве в области разработки и производства высокотехнологичных биофармацевтических препаратов.
В июле «Нанолек» подписывает соглашение с компанией Sanofi Pasteur ("Санофи Пастер") о локализации производства 5-тикомпонентной комбинированной вакцины для детей Пентаксим (предназначена для защиты от дифтерии, столбняка, коклюша, полиомиелита, гемофильной инфекции типа b). Данный проект вошел в 10 успешных региональных проектов 2015 года.
В августе «Нанолек» и НИИВС имени И. И. Мечникова начали совместный проект по разработке и проведению доклинических и клинических исследований нового иммунобиологического препарата для лечения вирусных и аллергических заболеваний (профилактика и лечение ОРЗ, хронических воспалительных заболеваний верхних и нижних дыхательных путей, бронхиальной астмы, атопического дерматита, поллиноза, латексной аллергии и др.). В этом же месяце компания открыла лабораторию фармацевтической биотехнологии в Вятском государственном университете для подготовки будущих сотрудников «НАНОЛЕК».
В сентябре венгерский фармацевтический завод «Эгис», южнокорейская компания Celltrion и «Нанолек» запустили в производство биоаналог противоартритного препарата Фламмэгис в Кировской области. Препарат предназначен для лечения ревматоидного артрита, анкилозирующего спондилита, псориатического артрита, псориаза, болезни Крона и язвенного колита.
В октябре «Нанолек» и компания «Мерк» начали производство лекарственных препаратов для лечения сахарного диабета 2 типа, артериальной гипертензии и сердечной недостаточности на заводе «НАНОЛЕК» в Кировской области.

### 2016 год
В марте «Нанолек» совместно с крупнейшей в ЮАР начали локализацию производства на Кировском предприятии  инъекционных коагулянтов (Фраксипарин), применяемых для профилактики и лечения тромбозов.
В сентябре «Нанолек» заключает договор с израильской компанией Teva о переносе производства ряда стерильных инъекционных препаратов на территорию РФ.
В ноябре компания запустила биотехнологическое производство вакцин и биопрепаратов в шприцах и флаконах. Первым продуктом стала инактивированная вакцина от полиомиелита, производство которой в России реализуется впервые.
В декабре «Нанолек» объявила об успешном завершении первой фазы клинических исследований трехвалентной вакцины против гриппа, разработанной совместно с ФБУН ГНЦ ВБ «Вектор».

### 2017 год
В марте в Кировской области запущено производство пятивалентной комбинированной вакцины Пентаксим.
В сентябре «Нанолек» стал партнером биофармацевтической компании Южной Кореи SK Chemicals. Партнерство предполагает проведение совместной исследовательской деятельности, трансфер технологий с последующим производством полного цикла вакцин SK Chemicals на мощностях «Нанолек». Первыми результатами такого сотрудничества стали вакцины для профилактики ротавирусной инфекции и вируса папилломы человека (ВПЧ).

### 2018 год
В марте в рамках сотрудничества с южнокорейской компанией Green Cross «Нанолек» зарегистрировал в России препарат для лечения синдрома Хантера.
В декабре на биофармацевтическом комплексе «Нанолек» в Кировской области немецкая фармакологическая компания «Мерк» запустила полный цикл производства метформина.

### 2019 год
В мае «Нанолек» заключил 2-годичный государственный контракт на поставку вакцин в рамках Национального календаря профилактических прививок (НКПП). В 2019 году был завершен первый этап поставки педиатрической пятикомпонентной комбинированной вакцины «Пентаксим» от столбняка, коклюша, дифтерии, полиомиелита и гемофильной инфекции типа b. Всего за 2019 год было произведено и поставлено 3,5 млн доз вакцин.
В июне «Нанолек» подписал соглашение с компанией MSD Animal Health о локализации производства вакцин для животных на мощностях площадки в Кировской области.
В том же месяце компания завершила первый этап локализации производства оригинального препарата «Хантераза» (Идурсульфаза бета) на площадке в Кировской области. Препарат применяется для лечения орфанного заболевания мукополисахаридоз второго типа. На 2020 год «Нанолек» представлял собой единственную российскую компанию, производящую данный препарат на территории РФ.
Осенью «Нанолек» начал экспортные поставки своих препаратов на зарубежный рынок. Компания зарегистрировала 3 международных непатентованных препарата в Азербайджане: противоаллергенный дезлоратадин «Налориус» и применяемые для лечения сердечно-сосудистых заболеваний «Рамиприл» и «Небиволол». В планах компании выйти на госзакупки Узбекистана и Белоруссии.
В октябре «Нанолек» совместно с компанией «Янссен» (Janssen) запустил проект по локализации производства препарата «Дарзалекс» (Даратумумаб) в России, применяемого в терапии множественной миеломы. Препарат является первым человеческим моноклональным антителом к белку CD38, одобренным для данного заболевания.
В октябре «Нанолек» стал одним из основателей и участником научно-образовательного центра (НОЦ) «Биополис» в Кировской области. Целью создания НОЦ стало развитие биофармацевтической промышленности региона и отечественного рынка фармацевтических препаратов. Другими участниками объединения выступили НИЦ «Курчатовский институт» и ФГБНУ «ФНЦИРИП им. М. П. Чумакова РАН».
В ноябре компании «Нанолек» и «Санофи Пастер» (Sanofi Pasteur) объявили о старте проекта по локализации производства комбинированной конъюгированной вакцины для профилактики менингококковой инфекции.

### 2020 год
В марте «Нанолек» заключил соглашение о стратегическом партнерстве с компанией «Эфферон» в целях выведения на рынок медицинских изделий, которые могут применяться в том числе и в терапии острой респираторной инфекции, вызываемой SARS-CoV-2 (COVID-19). Компании безвозмездно передали в городскую больницу в Коммунарке и в МНОЦ МГУ разработанные ими медицинские изделия для лечения тяжелых осложнений, вызванных коронавирусом.
В апреле СП «Инвак» подало на регистрацию первую отечественную инактивированную вакцину против полиомиелита на штаммах Сэбина по технологии, разработанной ФГБНУ «ФНЦИРИП им. М. П. Чумакова РАН».
В мае компания «Нанолек» в партнёрстве с НПК «Комбиотех» запустила долгосрочный проект по производству полностью отечественной четырехвалентной вакцины, по запатентованной технологии, против вируса папилломы человека 4 типов (6, 11, 16, 18), который вызывает рак шейки матки.
В том же месяце «Санофи» и «Нанолек» осуществили розлив валидационных серий, в рамках производства пятикомпонентной комбинированной педиатрической вакцины (ПКПВ) по полному циклу в России. Вакцина разработана компанией «Санофи». На площадке «Нанолек» в Кирове началось изучение стабильности трёх валидационных серий ПКПВ при участии представителей «Санофи».
В июне компания запустила первую партию препарата гидроксихлорохин, включавшегося в схемы лечения COVID-19 во временных методических рекомендациях Минздрава РФ по профилактике, диагностике и лечению новой коронавирусной инфекции.
В июне компания безвозмездно передала медицинские маски, защитные перчатки и дезинфицирующие средства 16 государственным медицинским центрам в 8 регионах РФ в рамках барьерного предотвращения распространения коронавирусной инфекции среди сотрудников системы здравоохранения.
В том же месяце компания получила регистрационное удостоверение сроком на 5 лет социально значимого препарата «Хантераза» от Министерства здравоохранения Республики Беларусь. Препарат производится компанией Green Cross.
В конце июня компания зарегистрировала 2 тест-системы для определения иммуноглобулинов класса М (IgM) и иммуноглобулинов класса G (IgG) к антигену COVID-19 в сыворотке крови. Записи РЗН 2020/10959 (IgG) и РЗН 2020/10963 (IgM) появились в реестре на сайте Росздравнадзора и стали первыми регистрационными удостоверениями «Нанолек» на медицинские изделия.

### 2021 год
17 декабря компания объявила о запуске промышленного производства вакцины «КовиВак».

### Работа с вузами
У «Нанолек» подписано соглашение о сотрудничестве c Вятским государственным университетом. На сегодняшний день в «Нанолек» работают более 200 выпускников ВятГУ.
В 2019 и 2020 годах сотрудники компании выступили в качестве членов государственной аттестационной комиссии, а в июле принимали выпускные работы у бакалавров и будущих микробиологов.
В апреле 2019 года в Москве было подписано соглашение о сотрудничестве в сфере организации стажировок студентов между Сколковским институтом науки и технологий и компанией «Нанолек».

### Членство в ассоциациях
По состоянию на июнь 2020 года компания является членом следующих ассоциаций:
- Ассоциация фармацевтических производителей Евразийского фармацевтического сообщества[56];
- The Developing Countries Vaccine Manufacturers' Network (DCVMN)[57];
- Межотраслевое объединение наноиндустрии[58];
- Американская торговая палата (AmCham Russia)[59];
- Ассоциация «Росмедпром»[60];
- Российская торгово-промышленная палата[61];
- Вятская торгово-промышленная палата[62].

## Награды и премии
2018 год
- Компания получила специальный диплом Организационного комитета премии «Платиновая унция» за восполнение дефицита инактивированной вакцины от полиомиелита в России в 2017-2018 годах[63].

2019 год
- Компания заняла первое место в категории «Быстрорастущие крупные компании» рейтинга «ТехУспех»[64].
- «Нанолек» стал обладателем национальной премии в области импортозамещения и трансфера технологий «Приоритет-Фарма» за разработку и освоение производства инактивированной вакцины от полиомиелита[65].
- Руководители компании вошли в рейтинги «Топ-1000» Ассоциации менеджеров России, а также «Топ-250 высших руководителей» и «Топ-100 коммерческих директоров» издательского дома «Коммерсант»[66].

2020 год
- «Нанолек» стал победителем фармацевтической премии «Платиновая унция» в номинации «Вектор года», подноминация «Проект года. Бизнес-проект», и получил награду за создание малого инвестиционного предприятия «Инвак» с ФГБНУ «ФНЦИРИП им. М. П. Чумакова РАН»[67].
- Компания стала номинантом первого этапа премии «Приоритет-2020» с двумя проектами — препаратом для лечения синдрома Хантера и дистрибуцией устройства для экстракорпорального очищения крови. Номинация — «Фармацевтика и микробиологическая промышленность»[68].

## Собственники и руководство
С 2015 по 2022 год президентом компании являлся Владимир Христенко. В зоне его ответственности находилось стратегическое развитие компании и формирование портфеля взаимодействия с партнерами.
С 2023 года по настоящее время пост генерального директора компании занимает Владимир Нестеренко.